# Рион — Андирион
Ри́он — Анти́рион (греч. Γέφυρα Ρίου-Αντιρρίου, официальное название — им. Харилаоса Трикуписа, Γέφυρα Χαρίλαος Τρικούπης) — автодорожный вантовый мост через Коринфский залив (пролив Рион и Андирион), соединяющий малый город Рион в общине Патры на полуострове Пелопоннес с малым городом Андирион в общине Нафпактия на другой стороне залива. Официальное название дано в честь премьер-министра Греции, задумавшего постройку моста через пролив.
Строительство начато в 1998 году. Мост открыт 7 августа 2004 года. Длина моста — 2880 м с тремя длинными пролётами по 560 м. Ширина моста — 27,2 м. Имеется пешеходная зона и дорожка для велосипедистов. Мост имеет возможность раздвигаться вместе с отдалением Пелопоннеса от материковой Греции (на 35 миллиметра в год).
Является частью автомагистрали «Иония» (Α5) и европейских маршрутов E55 и E65.
Въезд на мост для легкового автомобиля стоит 13,5 евро, для автобуса 66 евро.

## История строительства
Мост назван в честь премьер-министра Греции Харилаоса Трикуписа, который первым выдвинул предложение о сооружении моста. Однако начать строительство моста в XIX веке экономика Греции не позволяла, оно стало возможным только в середине 1990-х годов. Генеральным подрядчиком стал франко-греческий консорциум во главе с французской строительной группой Vinci, который включил греческие компании Hellenic Technodomiki-TEV, J & P-Avax, Athena, Proodeftiki и Pantechniki. Главный архитектор проекта — Бердж Микелиан.
Подготовка участка и работы по углублению дна Коринфского залива начались в июле 1998 года, а строительство массивных пилонов-опор — в 2000 году. Эти работы были закончены в 2003 году, после чего начался этап строительства по сооружению пролётного строения моста и вант. 21 мая 2004 года основные строительные работы были завершены, оставалось устроить мостовое полотно: гидроизоляцию, защитный слой, асфальтобетонное покрытие, барьерное и перильное ограждения. Мост был открыт 7 августа 2004 года, за неделю до открытия летних Олимпийских игр 2004 года в Афинах.
Общая стоимость работ составила около 630 млн евро, финансирование производилось за счёт греческого государства, консорциума и займа Европейского инвестиционного банка. Работы были завершены раньше графика, по которому завершающий этап предусматривался в сентябре-ноябре 2004 года.

## Сравнение
Длина моста Рион — Андирион составляет 2880 м, на 2015 год он всё ещё является самым длинным вантовым мостом в Европе. По длине основного пролёта (560 м) он является на начало 2015 года 31-м мостом в мире, хотя на момент открытия был 10-м в этом списке.
Рион — Андирион — мост со вторым по длине подвесным пролётным строением в мире (2252 м), после построенного во Франции виадука Мийо (2460 м). Для сравнения, длина пролётного строения моста Золотые Ворота в Сан-Франциско в США составляет 1966 м.

## Аварии
28 января 2005 года, через шесть месяцев после открытия моста, одна из вант на пилоне М3 оборвалась и упала прямо на мост. Движение автотранспорта было немедленно остановлено. Комиссия специалистов установила, что на пилоне М3 возник пожар из-за удара молнии. Ванту быстро восстановили, и мост снова открыли.

Схема пролётов моста